# Jerzy Ścibor-Rylski
Jerzy Ścibor-Rylski herbu Ostoja – podczaszy wendeński w 1764 roku, wiceregent biecki, sędzia kapturowy ziemi sanockiej w 1764 roku.